# Jacob Johann Malm

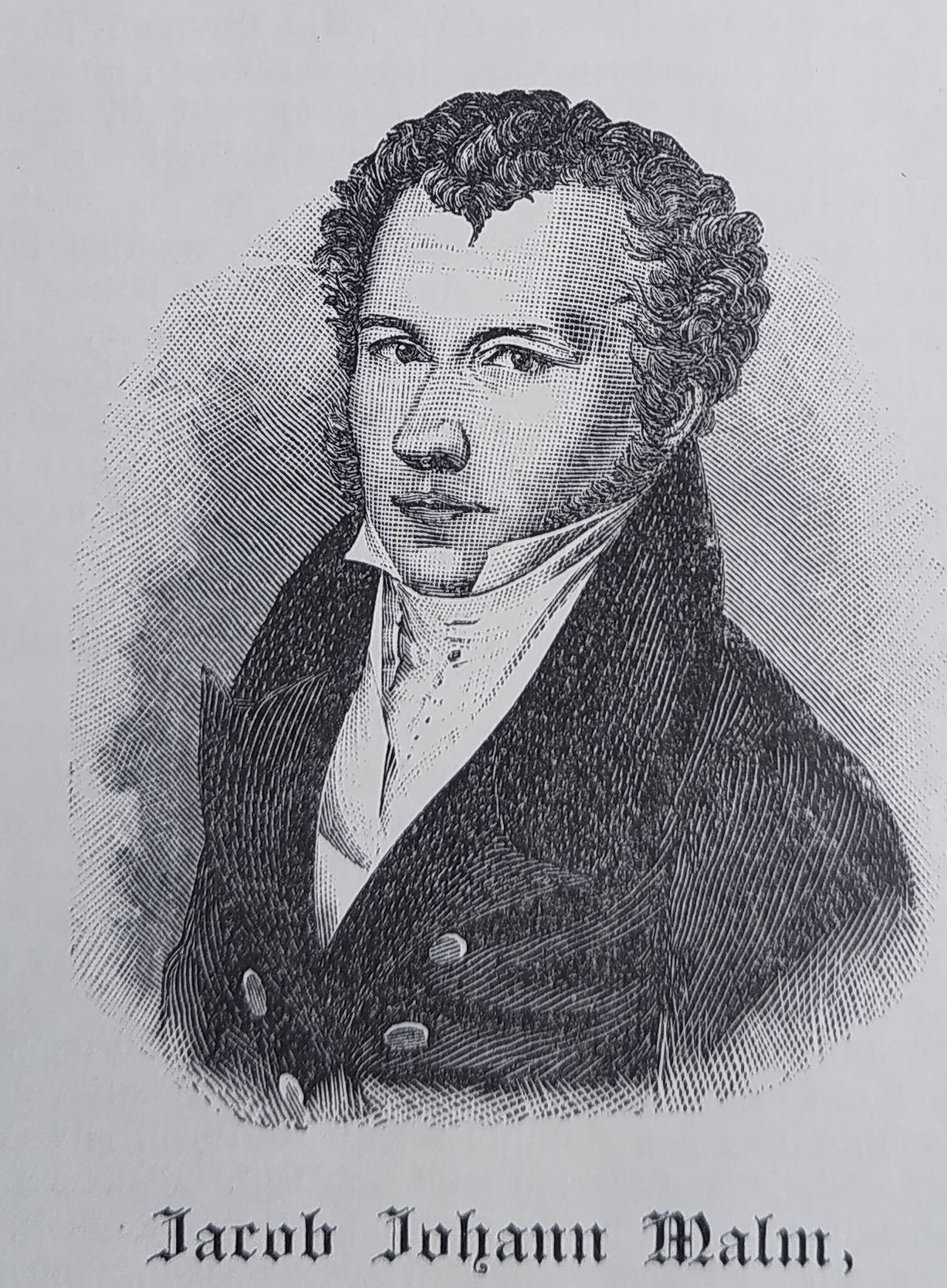
Porträt aus der Ausgabe von 1900

Jacob Johann Malm (* 26. Dezember 1795jul. / 6. Januar 1796greg. in Tallinn; † 11. Maijul. / 23. Mai 1862greg. ebenda) war ein Dichter in Estland und prominentester Vertreter des sogenannten Halbdeutsch.

## Leben
Malm war vermutlich „schwedisch-estnischer“ Herkunft und zeit seines Lebens Zöllner in Tallinn, wo auch sein Vater schon denselben Beruf ausgeübt hatte. Über seine Schulbildung ist nur bekannt, dass er von 1811 bis 1813 das Gouvernementsgymnasium in Tallinn besuchte, aber „schon aus der Secunda aus[trat], um sich als Zollbeamter dem Staatsdienste zu widmen“.

## Werk
Malm verfasste 1818 ein deutsches Gedicht mit dem Titel Die Oberpahlsche Freundschaft, das humorvoll mit estnischen Elementen versehen ist und damit eine besondere Mischsprache vertritt, die im 19. Jahrhundert in Estland von sozial aufsteigenden Estinnen und Esten, aber auch von Deutsch-Balten verwendet wurde. Zunächst zirkulierte es anonym, wurde aber schnell sehr populär, sodass Menschen es auswendig lernten und Abschriften machten. Die Erstveröffentlichung erfolgte erst 1841 in Johann Georg Kohls Die deutsch-russischen Ostseeprovinzen oder Natur- und Völkerleben in Kur-, Liv- und Esthland, jedoch immer noch anonym bzw. einem „livländischen Dichter“ zugeschrieben. Auch später zirkulierten noch andere Namen, ehe der Autor, der weiter nicht als Schriftsteller in Erscheinung getreten ist, sich zu erkennen gab und 1855 sein Werk drucken ließ. 1857 schrieb er eine Fortsetzung, und das Doppelgedicht ist danach bis 1905 zwölfmal im Druck erschienen.
Während in der klassischen makkaronischen Dichtung die jeweilige Landessprache mit dem Lateinischen durchsetzt wird, sind es im Falle des Anfang des 19. Jahrhunderts entstandenen Halbdeutschen estnische – bisweilen aber auch russische – lexikalische und morphologische Elemente, die dem an sich deutschen Gedicht beigemischt werden. Dabei ist der russische Anteil nur unwesentlich kleiner als der estnische (drei gegenüber fünf Prozent), wie eine Auszählung des Gedichts ergeben hat.
Der Beginn des Gedichts lautet folgendermaßen:

Vart', tenkt' ich mal in meine Sinn,
Willst wahren toch heinmal
Su Wreind nach Oberpahlen in!
Und ging nu in tas Tall,

Und nehmt tas Wuchs mit lange Wanz
Und pannt tas wor tas Saan
Tann nehmt' ich meine Mütz und Ans
Und wangt' su jagen an;

Ohne Estnischkenntnisse ist das Gedicht kaum verständlich, aber bei Berücksichtigung einiger Lautentsprechungen, die den Bewohnern selbstverständlich geläufig waren, ist das meiste schnell klar:
- Keine Anlautcluster im Estnischen: Wanz = Schwanz, pannt = spannt …
- Keine stimmhaften Verschlusslaute im Estnischen: toch = doch, tas = das …
- Keine stimmlosen Reibelaute im Estnischen: Wuchs = Fuchs, wor = vor …

Außerdem waren auch Fußnoten angefügt, wenn es um lexikalische Entlehnungen ging, sodass auch Deutsche aus dem lettischsprachigen Gebiet das Gedicht verstehen konnten. Im vorliegenden Beispiel betraf das die Wörter Saan ('Schlitten') und Ans ('Handschuhe'), wobei sogar Wuchs und Wanz ebenfalls erläutert wurden.
Alle späteren Vertreter des Genres (bspw. Georg Julius von Schultz, Rudolf Seuberlich, Walter von Wistinghausen) waren von diesem Gedicht von Malm inspiriert.

## Bibliografie (Auswahl)
- Die Oberpahlsche Freundschaft. Deutsch-ehstnisches Gedicht. Verlag Ferdinand Wassermann, Reval 1900; Reprint Harry von Hofmann Verlag, Hamburg 1961 oder Bibliolife 2008, ISBN 9780559651335 Digitalisat.
- Die Oberpahlsche Freundschaft. Deutsch=ehstnisches Gedicht. Siebente Original-Auflage. Ferdinand Wassermann, Reval 1900. [28 S.]